# Saint-Hippolyte, Haut-Rhin
Saint-Hippolyte / Sankt Pilt là một xã trong tỉnh Haut-Rhin, thuộc vùng Grand Est của nước Pháp, có dân số là 1.060 người (thời điểm 1999). Saint-Hippolyte nằm 2 km về phía bắc của Sélestat.

## Thông tin nhân khẩu
| 1962  | 1968  | 1975  | 1982  | 1990  | 1999  |
| ----- | ----- | ----- | ----- | ----- | ----- |
| 1 140 | 1 172 | 1 191 | 1 154 | 1 078 | 1 060 |